# الانتخابات العامة السودانية 1996
الانتخابات العامة السودانية 1996 هي انتخابات عامة أجريت لانتخاب رئيس ومجاس وطني في الفترة من 2 إلى 17 مارس 1996.
كانت أول انتخابات منذ عام 1986م بسبب الانقلاب العسكري في عام 1989م، وأول انتخابات متزامنة للرئاسة والجمعية الوطنية.
تم ترشيح 125 عضوًا في الجمعية الوطنية المؤلفة من 400 مقعد قبل الانتخابات، تاركين 275 مقعدًا (من بينها 51 مقعدًا لم يتم التنازع عليها في النهاية). لم تكن هناك أحزاب سياسية في ذلك الوقت، وجميع المرشحين خاضوا الانتخابات كمستقلين.
في الانتخابات الرئاسية خاض 40 مرشحاً هذه الانتخابات ضد عمر البشير الذي فاز منتصرا بنسبة 75.4 ٪ من الأصوات.

## النتائج

### رئيس
| مرشح                                                      | الأصوات | ٪     |
| --------------------------------------------------------- | ------- | ----- |
| عمر البشير                                                | 4181784 | 75.68 |
| عبد المجيد سلطان كيج                                      | 133032  | 2.41  |
| 38 مرشحين آخرين                                           | 1210464 | 21.91 |
| أصوات غير صالحة / فارغة                                   | 316755  | -     |
| مجموع                                                     | 5842035 | 100   |
| الناخبين المسجلين / الإقبال                               | 8110650 | 72.03 |
| المصدر: Nohlen et al. ، قاعدة بيانات الانتخابات الأفريقية |         |       |